# Lac Red Devil
Pour les articles homonymes, voir Red Devil.
Le lac Red Devil (en anglais : Red Devil Lake) est un lac américain dans le comté de Madera, en Californie. Il est situé à 2 970 mètres d'altitude au sein de la Yosemite Wilderness, dans le parc national de Yosemite.